# José Greci
Pour les articles homonymes, voir Greci.
Giuseppina Greci, dite José Greci, née le 10 janvier 1941 à Ferrare et morte le 1er juin 2017 à Rome, est une actrice italienne.

## Biographie
José Greci est la fille du journaliste de télévision et écrivain Luigi Greci. En 1956, âgée d'à peine quinze ans, elle rentre à l'Académie nationale d'art dramatique Silvio D'Amico, qu'elle quitte au bout de deux ans, pour faire ses débuts sur scène. L'un de ses premiers rôle au cinéma, est celui de la Vierge Marie dans Ben-Hur,.
Elle commence alors à apparaître dans de nombreux films de genre, devenant bientôt l'une des actrices les plus prolifiques du cinéma italien des années 1960 et plus particulièrement, une star des péplums et films italiens d'espionnage. Elle se tourne également vers la télévision mais abandonne progressivement sa carrière dans les années 1970.

## Filmographie
- 1958 : Canne al vento
- 1959 : La cento chilometri de Giulio Petroni
- 1959 : Ben-Hur de William Wyler
- 1960 : La Vengeance des Barbares (La vendetta dei barbari) de Giuseppe Vari : Sabina
- 1961 : Romulus et Rémus (Romolo e Remo) de Sergio Corbucci
- 1961 : Les femmes accusent (Le italiane e l'amore) — film collectif
- 1962 : Il sangue e la sfida de Nick Nostro
- 1962 : Maciste contre les géants (Maciste, il gladiatore più forte del mondo)
- 1962 : Ursus le rebelle (Ursus gladiatore ribelle) de Domenico Paolella
- 1962 : Foudres sur Babylone (Le sette folgori di Assur) de Silvio Amadio
- 1963 : Zorro et les Trois Mousquetaires (Zorro e i tre moschettieri) de Luigi Capuano : Isabella
- 1963 : Le Retour des Titans (Maciste, l'eroe più grande del mondo) de Michele Lupo : Chelima
- 1963 : La Porteuse de pain (La portatrice di pane) de Maurice Cloche
- 1963 : Goliath et le Cavalier masqué (Golia e il cavaliere mascherato) de Piero Pierotti
- 1963 : Maciste contre les Mongols (Maciste contro i mongoli) de Domenico Paolella
- 1963 : Les Dix Gladiateurs (I dieci gladiatori) de Gianfranco Parolini
- 1963 : Les Possédées du démon (Delitto allo specchio) d'Ambrogio Molteni et Jean Josipovici
- 1964 : L'Enfer de Gengis Khan (Maciste nell'inferno di Gengis Khan) : Clara
- 1964 : Le Jour de la vengeance (Una spada per l'impero) de Sergio Grieco : Nissia
- 1964 : La Vengeance des gladiateurs (La vendetta dei gladiatori) de Luigi Capuano
- 1965 : 077 : Espionnage à Tanger (S.077 spionaggio a Tangeri) de Gregg Tallas
- 1965 : Les Sept Gladiateurs rebelles (Sette contro tutti) de Michele Lupo
- 1965 : Opération Poker (it) (Operazione poker) d'Osvaldo Civirani
- 1966 : Un million de dollars pour sept assassinats (Un milione di dollari per sette assassini) d'Umberto Lenzi
- 1966 : Message chiffré (it) (Cifrato speciale) de Pino Mercanti
- 1966 : Le Commissaire Maigret à Pigalle (Maigret a Pigalle) de Mario Landi
- 1968 : Cendrillon aux grands pieds (Cinderfella) de Frank Tashlin
- 1968 : La più bella coppia del mondo de Camillo Mastrocinque
- 1968 : Tout sur le rouge (Tutto sul rosso) d'Aldo Florio
- 1968 : Jusqu'à la dernière goutte de sang (All'ultimo sangue) de Paolo Moffa
- 1968 : Stasera Fernandel - Una tranquilla villeggiatura
- 1972 : La Filière (Afyon - Oppio) de Ferdinando Baldi
- 1974 : Catene de Silvio Amadio